# رنگواکپی

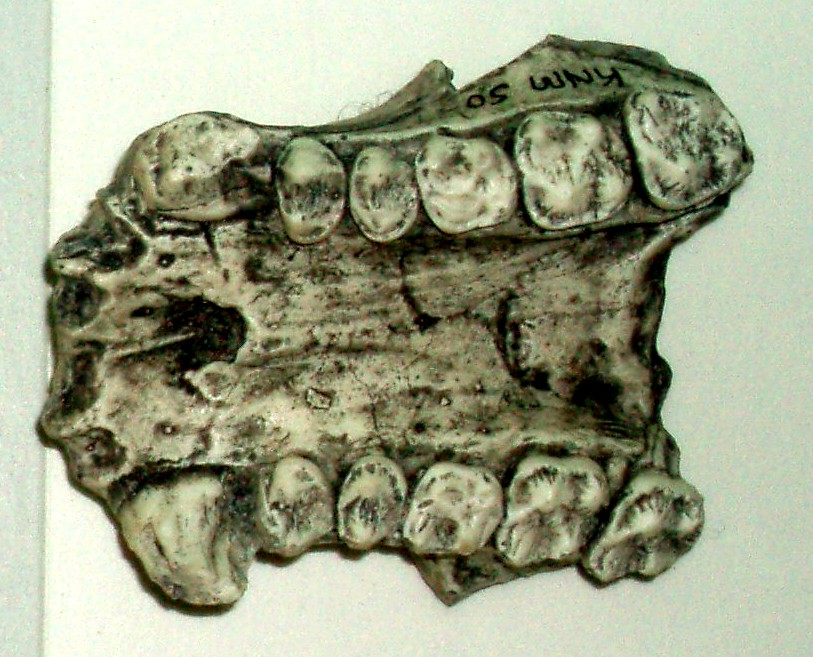
نمایی از فسیل آروارهٔ رنگواکپی در سال ۲۰۰۸

رنگواکپی (که راماکپی نیز نامیده می‌شود) یکی از سرده‌های کپی است.

## توصیف
رنگواکپی حدود ۱۵ کیلوگرم وزن داشته‌است. اندازه و شکل دندان آن نشان می‌دهد که این کپی، برگ‌خوار بوده‌است.